# مسجد ساروتقی
مسجد ساروتقی مربوط به دوره صفوی است و در اصفهان، بازارچه حسن‌آباد، کوی امامزاده واقع شده و این اثر در تاریخ ۱۵ دی ۱۳۱۰ با شماره ثبت ۱۱۳ به‌عنوان یکی از آثار ملی ایران به ثبت رسیده‌است. این مسجد ساده و آجری است و نقاشیهای بی نظیری از سمت داخل گنبد دارد. هم‌اکنون این مسجدصرفاً برای ادای نماز باز می‌شود. محراب اندکی پایینتر از نمازخانه و خود نمازخانه اندکی بالاتر از حیاط که تقریباً هم اندازه خود نمازخانه و ساده است، می‌باشد.